# Холлингсуорт, Меллиса
Меллиса Холлингсуорт (англ. Mellisa Hollingsworth, 4 октября 1980, Эквилл, Альберта) — канадская скелетонистка, выступающая за сборную Канады с 1995 года. Участница трёх зимних Олимпийских игр, бронзовая призёрша Турина, неоднократная чемпионка национального первенства, двукратная обладательница Кубка мира, обладательница нескольких медалей мирового первенства.

## Биография
Меллиса Холлингсуорт родилась 4 октября 1980 года в городе Эквилл, провинция Альберта. Юность провела в деревенской обстановке на родительском ранчо, росла среди ковбоев, поэтому с детства любит кататься на лошадях и смотреть родео. В студенческие годы увлеклась лёгкой атлетикой, бегала спринт и на местном уровне играла в составе баскетбольной команды. Скелетоном начала заниматься задолго до включения этого вида спорта в программу Олимпийских игр, выбрала этот путь под влиянием двоюродного брата Райана Девенпорта, который тоже выступал в скелетоне и добился неплохих результатов, дважды удостоившись звания чемпиона мира. В 1995 году она дебютировала в национальной сборной и уже год спустя одержала победу на чемпионате Канады. Первую медаль международного значения завоевала на чемпионате мира 2000 года в австрийском Иглсе, приехав второй. Тем не менее, на Олимпиаду в Солт-Лейк-Сити её не взяли, и это обстоятельство настолько огорчило Холлингсуорт, что она начала задумываться о завершении карьеры скелетонистки.
Несмотря на неудачи, спортсменка продолжала тренироваться и принимать участие в крупнейших международных соревнованиях. Поворотным моментом в её биографии стал сезон 2005/06, когда по окончании всех этапов Кубка мира она оказалась на первом месте общего зачёта и, соответственно, стала обладательницей трофея. Множественные победы и призовые места помогли Холлингсуорт попасть в список скелетонисток на Олимпийские игры в Турин, где она впоследствии завоевала бронзовую медаль.
В сезоне 2009/10 вновь стала обладательницей Кубка мира и в числе лидеров сборной отправилась защищать честь страны на Олимпиаду в Ванкувер. После первых трёх попыток занимала второе место сразу за британкой Эми Уильямс, но в четвёртой допустила грубую ошибку и спустилась на пятую позицию. Это поражение очень расстроило спортсменку, поэтому вскоре после соревнований она публично извинилась перед всеми соотечественниками за то, что не смогла достойно выступить на своей домашней трассе. На чемпионате мира 2011 года в немецком Кёнигсзее выиграла сразу две бронзовые медали, приехав третьей в женской одиночной программе и в состязаниях среди смешанных команд. В 2012 году на мировом первенстве в американском Лейк-Плэсиде пополнила медальную коллекцию ещё одним серебром и ещё одной бронзой.
В 2014 году Холлингсуорт побывала на Олимпийских играх в Сочи, где финишировала одиннадцатой.
Сейчас Меллиса Холлингсуорт живёт в Калгари, где тренируется на местной трассе под руководством тренера Терезы Шлахтер. Помимо всего прочего, является послом благотворительной спортивной организации «Право играть».